# Ganga à gorge jaune
Pterocles gutturalis
Espèce
Statut de conservation UICN

 LC  : Préoccupation mineure
Le Ganga à gorge jaune (Pterocles gutturalis) est une espèce d'oiseaux d'Afrique tropicale appartenant à la famille des Pteroclidae.

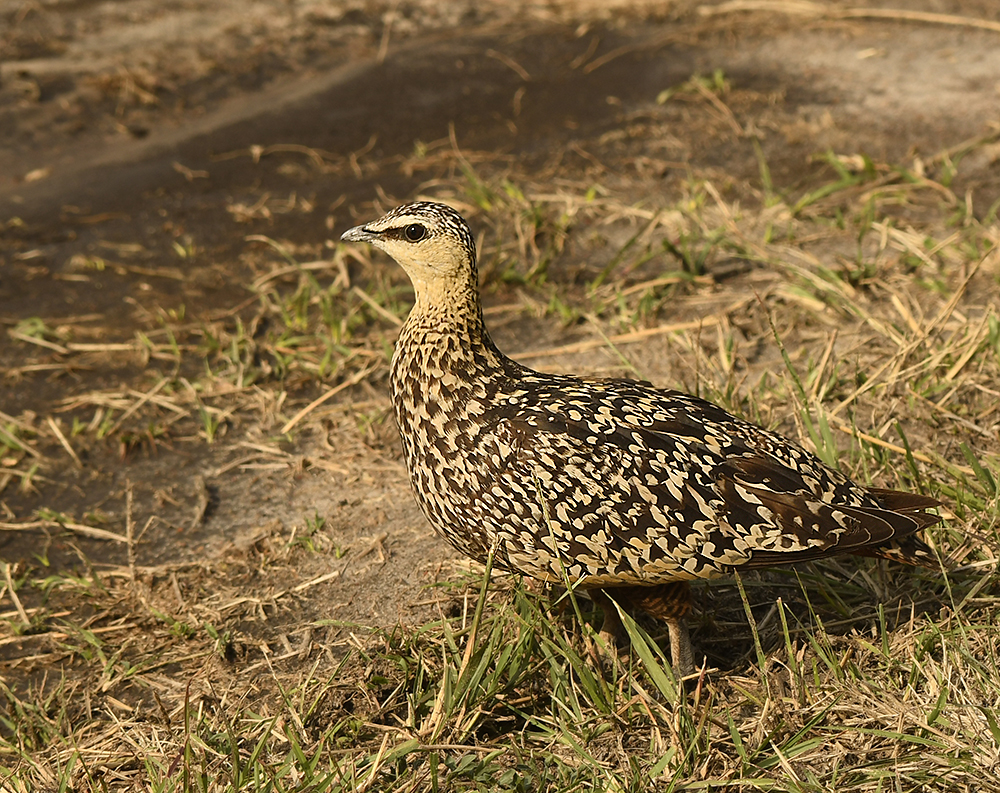
Femelle.